# Видинско евангелие
Видинското четвероевангелие е среднобългарски ръкопис, създаден в Бдин (днес Видин) при управлението на Иван Срацимир, владетел на Видинското царство. Известно е и като „Четвероевангелие на митрополит Данаил“ или като Кързъново евангелие.
Евангелието е писано на пергамент с търновски уставен почерк. Преписвачът се придържа към езиковите норми на Търновската книжовна школа. Съдържа евангелията на Матей, Марко, Лука и Йоан. Смята се, че за разлика от Четвероевангелието на цар Иван Александър („Лондонското четвероевангелие“) Видинското евангелие е книга за редовна богослужебна употреба, защото рисуваната му украса не е така богата. В него е запазена ценна приписка:
| „ | ...с изволение и съдействието на света Троица бе наченато свето и божествено дело – книгата, наречана на гръцки тетраевангеле – с голям труд и внимание за силата на моята бедност по времето, когато носеше на главата венеца на царството и държеше в ръката скиптъра благочестивият и велик цар Иван Александър заедно със своя син, младия цар Иван Срацимир, а църковният стълб управляваше патриархът господин Теодосий. Писано бе прочее това свето дело във великия и многолюден град Бдин по повеля и желание на великия всеосвещен митрополит господин Даниил. А аз, недостойния и груб, се боях да начена това дело в Христа, надминаващо моите сили, но бидейки сродник на този свети митрополит, а още повече, свикнал на послушание, не пожелах да непокорствувам. Поради това моля ви вас, които четете и преписвате, не злословете, но по-скоро благославяйте, та и вие да се сдобиете от Оногова, който изпълнява молитвите на тези, които се молят, и благославя годините на праведните. | “ |

Евангелието съдържа списък с датите на Великден за поредица години. Първата от тях е 1354 и вероятно отговаря на годината, когато то е било преписано.
През 1837 година монасите от гръцкия манастир „Свети Павел“ на Света гора подаряват на английския пътешественик Робърт Кързън два ръкописа: Четвероевангелието на цар Иван Александър и Видинското четвероевангелие. Сега последното се пази в Британската библиотека в Лондон под сигнатура Add. MS 39625.

## Издания
- Четириевангелие [микрофилм] Add. MS 39625, Британска библиотека 1348.; Видинско евангелие; Vidin Gospel. Британска библиотека Славянски и източноевропейски колекции. owner: The British Library Slavonic and East European Collections. Date:[issued] 1348
- Vakareliyska, C. M. The Curzon Gospels: Annotated Edition; A Linguistic and Textual Introduction. T.1 – 2. Oxford, 2008